# Régat
Régat é uma comuna francesa na região administrativa de Occitânia, no departamento de Ariège. Estende-se por uma área de 2,16 km². Em 2010 a comuna tinha 87 habitantes (densidade: 40,3 hab./km²).